# الن کوراس
الن کوراس (انگلیسی: Ellen Kuras؛ زادهٔ ۱۰ ژوئیهٔ ۱۹۵۹) فیلم‌بردار و کارگردان فیلم زن اهل ایالات متحده آمریکا است.

## فیلم‌شناسی

### فیلم‌بردار
- هرج‌ومرج کوچک (۲۰۱۴)
- The 50 Year Argument (2014)
- Public Speaking (2010)
- جایی که می‌رویم (۲۰۰۹)
- The Betrayal (Nerakhoon) (2008)
- Lou Reed's Berlin: Live at St. Ann's Warehouse (2008)
- Shine a Light (2008) (camera operator)
- مهربان باش، بپیچان (۲۰۰۸)
- Neil Young: Heart of Gold (2006)
- Block Party (2005)
- راهی به خانه نیست (۲۰۰۵)
- تصنیف جک و رز (۲۰۰۵)
- درخشش ابدی یک ذهن پاک (۲۰۰۴)
- قهوه و سیگار (2003) (segments "Renee" and "No Problem")
- تحلیل آن (۲۰۰۲)
- Personal Velocity: Three Portraits (2002)
- کوکائین (۲۰۰۱)
- گول خورده (۲۰۰۰)
- تابستان سام (۱۹۹۹)
- او بازی را برد (۱۹۹۸)
- 4 Little Girls (۱۹۹۷)
- I Shot Andy Warhol (1996)
- Angela (1995)
- Unzipped (1995)
- Swoon (1992)
- Samsara: Death and Rebirth in Cambodia (Short) (1989)